# Euphorbia soobyi
Euphorbia soobyi är en törelväxtart som beskrevs av Mcvaugh. Euphorbia soobyi ingår i släktet törlar, och familjen törelväxter. Inga underarter finns listade i Catalogue of Life.